# Hệ thống đường sắt đô thị Tân Bắc
Hệ thống đường sắt đô thị Tân Bắc (tiếng Trung: 新北捷運) là hệ thống vận chuyển ở Tân Bắc, Đài Loan, được quản lý bởi Công ty Đường sắt Đô thị Tân Bắc. Hiện tại chỉ có tuyến Đường sắt nhẹ Đạm Hải đã đi vào hoạt động, cùng với tuyến Đường sắt nhẹ An Khanh và Tuyến Tam Oanh đang được xây dựng. Chuyến tàu đều kết nối với Tàu điện ngầm Đài Bắc nhưng hoạt động độc lập.

## Đường sắt nhẹ Đạm Hải
Đạm Hải là một tuyến đường sắt nhẹ (LRT) nằm ở Đạm Thủy, Tân Bắc, Đài Loan. Nó mở cửa vào ngày 24 tháng 12 năm 2018. Tuyến được kết nối với tàu điện ngầm Đài Bắc tại Hồng Thụ Lâm.

## Đường sắt nhẹ An Khanh
An Khanh là một tuyến đường sắt nhẹ được xây dựng từ tháng 4 năm 2016, đường ray đầu tiên được lắp đặt vào tháng 11 năm 2018. Tính đến tháng 6 năm 2020 tổng dự án đã hoàn thành 73.06% tiến độ. Từ ga K6 đến K9 sẽ là đoạn đi trên cao. Ngoài ra, ga K2 cũng sẽ là ga trên cao.

## Tuyến Tam Oanh
Tam Oanh là tuyến tàu điện đang được xây dựng để phục vụ cho quận Tam Hạp và Oanh Ca. Đoạn đầu tiên dài 14,29 km, bao gồm 12 nhà ga chạy dọc theo các quận Thổ Thành, Tam Hạp và Oanh Ca. Tuyến này cung chung với ga cuối Đỉnh Bộ của tuyến Tuyến Bản Nam.
Tuyến này lên kế hoạch kéo dài đến Bát Đức, Đào Viên với 2 nhà ga và dài 3,88 km (2,41 mi).